# Maurice Druon
Maurice Druon de Reyniac fou un escriptor i polític francès (nascut Maurice Kessel). (París 23 d'abril de 1918 - París 14 d'abril de 2009).

## Biografia
Fill de Lazare Kessel, actor jueu, germà de Joseph Kessel, que se suïcidà quan Maurice tenia dos anys, adoptà el cognom del seu pare adoptiu Rene Druon de Reyniac.
Va fer els estudis secundaris al "Lycée Michelet" de Vannes i estudià Lletres i Ciències Polítiques a la Universitat de París (1937-1939)
Mobilitzat el 1940 va combatre l'ocupació alemanya i el 1942 va anar a Londres seguint a de Gaulle, travessant clandestinament Espanya i Portugal.
A Londres va participar en els programes radiofònics de France Libre, "Honneur et Patrie" de la BBC.
Va ser corresponsal de guerra a l'Àfrica del Nord, Alsàcia i Alemanya.
Amb el seu oncle Joseph Kessel fou l'autor de la lletra del "Chant des Partisans", (Cant dels Partisans), amb música d'Anna Marly (Anna Betoulinsky) i que esdevingué l'himne de la Resistència francesa, de la qual fou un membre molt actiu.
Després de la guerra emprengué una exitosa carrera literària i política.

## Obra literària
Va escriure novel·les, especialment de caràcter històric, teatre, assaig polític, articles periodístics (Le Figaro), una biografia (Alexandre el Gran) i un conte infantil.
El seu primer èxit va ser la novel·la "Les Grans Famílies" que va obtenir el Premi Goncourt el 1948.
El seu "taller literari" dirigit per Edmonde Charles-Roux, on hi col·laboraven escriptors com Matthieu Galey i Pierre de Lacretelle va obtenir un gran èxit amb la publicació dels set volums de la saga històrica " Les Rois Maudites" (Els Reis Maleïts), que va suposar el triomf i la fortuna de Druon., amb diverses adaptacions com a sèrie de televisió.
La figura del cardenal Duèze, que esdevingué Papa amb el nom de Joan XXII , fou popularitzada per la sèrie de televisió Les Rois maudits, una adaptació de la sèrie de novel·les homònimes de Druon, on el  personatge del Papa, que apareix en diversos episodis, va ser interpretat per Henri Virlogeux (llavors per Claude Rich en la versió de 2005 ).
L'autor de Joc de Trons, George R. R. Martin, ha manifestat que entre d'altres, una de les seves fonts d'inspiració ha estat l'obra de Druon.

## Càrrecs polítics
- Membre de la comissió de reforma de la ORTF (1969-1970)
- Membre del Consell francobritànic
- President d'honor de l'Associació França-Itàlia
- Ministre de Cultura de França d'abril de 1973 a març de 1974,[8] durant la presidència de Georges Pompidou, i del primer ministre Pierre Messmer.[8] (Definit com "el Malraux de Pompidou).[5]
- Diputat a París pel RPR (1978-1981)
- Delegat a l'Assemblea parlamentària del Consell d'Europa (1978-1981)
- Diputat de l'Assemblea de les Comunitats europees (1979-1980)

## Càrrecs acadèmics
- Membre del Consell literari de Mònaco (1966-1991)
- Membre del Consell de la Societat d'autors britànics
- Membre del Consell superior d'Arxius de França
- Membre del Consell superior de la llengua francesa
- Membre de l'Acadèmia Francesa, elegit el 8 de desembre de 1966 amb el seient número 30, en substitució de Georges Duhamel
- Membre associat de les Acadèmies de: Marroc, Atenes, Brasil, Romania i Rússia

## Premis i honors
- Doctor honoris causa de les universitats de York (Ontario), Boston i Tirana.
- Gran Creu de la Legió d'Honor
- Comandant Cavaller de l'Imperi Britànic (KBE)
- Gran Oficial de Mèrit de l'Orde de Malta
- Premi Príncep Pierre de Mònaco (1966) pel conjunt de la seva obra
- Premi Saint Simon (1998)
- Premi Agrippa d'Aubigné (2000)

## Obres

### Novel·la
- La Dernière Brigade, Paris : B. Grasset, 1946
- La Fin des hommes, Paris : R. Julliard :

1. Les Grandes Familles, 1948. Premi Goncourt 1948.
2. La Chute des corps, 1950.
3. Rendez-vous aux enfers, 1951.

- La Volupté d'être, Paris : R. Julliard, 1954.
- Les Rois maudits, Paris : Del Luca

1. Le Roi de fer, 1955.
2. La Reine étranglée, 1955.
3. Les Poisons de la Couronne, 1956.
4. La Loi des mâles, 1957.
5. La Louve de France, 1959.
6. Le Lis et le Lion, 1960.
7. Quand un roi perd la France, 1977.

- Tistou les pouces verts, Paris : Del Luca, 1957
- Alexandre le Grand. Le Roman d'un dieu, Paris : Del Luca, 1958
- Les Mémoires de Zeus:

1. L'Aube des Dieux, Paris : B. Grasset, 1963.
2. Les Jours des hommes, Paris : Plon, 1967.

### Assaig, teatre, i altres
- Mégarée (1942)
- Le Galérien, chanson (1942)
- Le Sonneur de bien aller (1943)
- Le Chant des partisans, amb Joseph Kessel (1943)
- Lettres d'un Européen et Nouvelles lettres d'un Européen (1943-1970),
- Un voyageur (1953)
- Antilopes des prés (1955)
- L'hôtel de Mondez, (1956)
- Le Coup de grâce (1953), amb Joseph Kessel
- Des seigneurs de la plaine à l'hôtel de Mondez (1962)
- Le train du 12 novembre (dans "The black Prince and other tales, London, Rupert Hart-Davis, 1962)
- Paris, de César à saint Louis (1964)
- Bernard Buffet (1964)
- Du Soleil sur la Normandie (1964)
- Le Pouvoir (1965)
- Le Bonheur des uns ... (1967)
- 1- Les seigneurs de la plaine
- 2- Le train du 12 novembre
- 3- L'hôtel de Mondez
- 4- Le Bonheur des uns
- 5- Le malheur des autres
- L'Avenir en désarroi (1968)
- Une église qui se trompe de siècle (1972)
- La Parole et le Pouvoir (1974), (Plon)
- Attention la France ! (1981), (Stock)
- Réformer la démocratie (1982), (Plon)
- La Culture et l'État (1985), (Vouloir la France)
- Vézelay, colline éternelle, nouvelle édition (1987), (Albin Michel)
- Lettre aux Français sur leur langue et leur âme (1994), (Julliard)
- Circonstances (1997), (Le Rocher)
- Circonstances politiques (1998)
- Circonstances politiques II (1999)
- Le Bon Français (1999), (Le Rocher)
- La France aux ordres d'un cadavre (2000), essai
- Ordonnances pour un État malade (2002), (Éditions de Fallois/du Rocher)
- Le Franc-parler (2003), (Le Rocher)
- Mémoires. L'aurore vient du fond du ciel (2006), (Plon/Éditions de Fallois